# 貴健斗輝虎
貴健斗 輝虎（たかけんと てるとら、1996年2月10日 - ）は、熊本県八代市出身で常盤山部屋（入門時は貴乃花部屋、一時千賀ノ浦部屋）所属の現役大相撲力士。本名は水田 健斗（みずた けんと）。身長179.0cm、体重167.0kg、血液型はA型。最高位は西十両4枚目（2021年7月場所）。好物はラーメン、肉。趣味はアニメ鑑賞、アクアリウム鑑賞。好きな書道家は武田双雲。2025年5月場所から貴健斗 誠虎（たかけんと まさとら）に改名した。

## 来歴

### 入門前
水田少年は八代市立八千把小学校5年次より地元の相撲道場（八千把クラブ）に通い、八代市立第四中学校3年次に全国中学校相撲選手権大会の団体戦メンバーとして優勝に貢献した。中学校卒業後は故郷を離れ、鳥取県の鳥取城北高等学校普通科体育コースに相撲留学。1学年上にはアルタンホヤグ・イチンノロブ（逸ノ城）が在籍していた。高校でも団体戦メンバーとなり、3年次には主将として国体少年の部で団体優勝を果たした。

### 入門後
高校卒業を目前に控え、2014年1月場所で貴乃花部屋に入門した。師匠貴乃花には中学時代より目をかけられ、高校時代には部屋の合宿にも参加したことがあった。高校卒業後に社会人を経験したため同期となった逸ノ城（幕下付出入門）や、剣翔、武将山らが同期生である。前相撲は3勝1敗で出世した。相撲教習所では指導に当たった親方から総じて真面目な稽古態度を評価され、優等賞を獲得した。
大相撲では2014年11月場所で幕下昇進を果たし、師匠が現役時代に使用していた博多帯を譲り受け、初髷も結った。3月場所では土付かずの6連勝で自身初の各段優勝に大きく近づいたが、7番相撲（13日目）で出羽疾風との全勝対決に敗れて幕下優勝は逃した。その後は幕下に定着して相撲を取っていたが、同年11月場所で左膝前十字靭帯を損傷し初めての途中休場となった。精密検査の結果幸いにも断裂には至っておらず、三段目との稽古もできるようになり、2016年1月場所で復帰した。この場所は負け越しではあったものの最後まで出場を続けたが、場所後に行われた花相撲で左膝を再び負傷した。同年7月場所で幕下に復帰すると同時に、それまで本名のままだった四股名を本名の下の名前にちなんで「貴健斗」に改めた。また、下の名を貴乃花親方が尊敬している上杉謙信の前名の「上杉輝虎」にちなんで改めた。最初本人としては四股名「貴健斗」は如何にもな若名乗り感があって嫌であったが、十両在位を続ける中で四股名が定着してしまい、改名の機会を見失ったという。
2018年10月1日の理事会で、師匠の貴乃花が日本相撲協会を退職することに伴って千賀ノ浦部屋（2020年11月に常盤山部屋に改称）へ移籍することが承認された。
貴乃花部屋から千賀ノ浦部屋への移籍前後は幕下20枚目前後の番付に定着していたが、2020年は開催された5場所全てで勝ち越して、2021年1月場所では西幕下筆頭に番付を上げた。この場所は自身が付け人に付いている大関貴景勝から受けた助言や、貴景勝と共に積んだトレーニングの効果もあって5勝2敗の成績とし、場所後に行われた番付編成会議で3月場所での新十両昇進が決定した。新十両昇進の2年前は「ネガティブ絶頂期だった」が、部屋の貴景勝から「2年と決めて、目標を決めてやっていけ」と言われ、それで「覚悟を決めた」と精神的に変わったという。令和2年7月豪雨も発奮の切っ掛けであったといい、避難所のテレビで観戦する故郷の人々を元気にしたいという気持ちもあった。西十両11枚目で迎えた3月場所は、初日から4連敗の後、5日目に武将山に勝つとそこから5連勝したものの、千秋楽敗れて7勝8敗で負け越し。しかし番付据え置きで迎えた5月場所では6勝5敗から4連勝し10勝5敗で十両昇進後初の勝ち越し、7月場所で自身最高位の西十両4枚目としたものの、3勝12敗、東十両13枚目で迎えた9月場所も3勝12敗と大きく負け越し、同年11月場所で幕下に陥落。そこから2場所連続で4勝3敗の勝ち越しで2022年3月場所に十両復帰を果たす。東十両14枚目で迎えた3月場所は、7勝8敗で負け越し。番付据え置きで迎えた5月場所も7勝8敗で負け越し、再び幕下に陥落。東幕下筆頭で迎えた7月場所は、十両での取組が3番組まれながらも、7番相撲で矢後太規を破り4勝3敗の勝ち越し、場所後の7月27日の番付編成会議にて1場所での十両復帰が発表された2023年5月場所は東十両7枚目で6勝9敗であったが、翌7月場所は番付運に恵まれてわずか1枚下降の東十両8枚目の地位で土俵に上がることとなった。11月場所は西十両9枚目の地位で3勝12敗の大敗を喫し、みたび幕下に陥落。2024年1月場所は膝の内視鏡手術を受けて全休、続く3月場所も全休で、5月場所は三段目まで陥落したものの、同場所6勝1敗で7月幕下復帰、結局同年は11月場所まで連続で勝ち越し、幕下1桁番付まで復帰した2025年1月も勝ち越し。

## 取り口
重い突き押しが武器だが起こされるとあっさり下がるのが弱点。十両昇進に際して常盤山は「当たって、突いて、押していく相撲はこのままでいい。もっともっとパワーを付けたら、番付も上がっていくと思う」と評した。

## 主な成績
2025年7月場所終了現在
- 通算成績：302勝269敗17休（69場所）

| | 一月場所 初場所（東京） | 三月場所 春場所（大阪） | 五月場所 夏場所（東京） | 七月場所 名古屋場所（愛知） | 九月場所 秋場所（東京） | 十一月場所 九州場所（福岡） |
| --- | ----------------------- | ----------------------- | ----------------------- | --------------------------- | ----------------------- | --------------------------- |
| 2014年 （平成26年） | （前相撲）              | 西序ノ口13枚目 5–2      | 西序二段52枚目 6–1      | 東三段目83枚目 6–1          | 東三段目24枚目 5–2      | 東幕下60枚目 5–2            |
| 2015年 （平成27年） | 西幕下38枚目 2–5        | 西幕下57枚目 6–1        | 東幕下26枚目 2–5        | 西幕下49枚目 4–3            | 西幕下42枚目 4–3        | 東幕下36枚目 1–3–3          |
| 2016年 （平成28年） | 東三段目4枚目 2–5       | 西三段目29枚目 3–4      | 東三段目42枚目 6–1      | 東幕下55枚目 4–3            | 西幕下46枚目 4–3        | 東幕下36枚目 2–5            |
| 2017年 （平成29年） | 東幕下52枚目 3–4        | 東三段目8枚目 4–3       | 東幕下59枚目 5–2        | 東幕下39枚目 3–4            | 西幕下48枚目 5–2        | 西幕下34枚目 5–2            |
| 2018年 （平成30年） | 西幕下24枚目 4–3        | 東幕下20枚目 4–3        | 西幕下14枚目 3–4        | 西幕下20枚目 3–4            | 西幕下26枚目 3–4        | 東幕下36枚目 5–2            |
| 2019年 （平成31年 /令和元年） | 東幕下23枚目 3–4        | 東幕下27枚目 6–1        | 西幕下10枚目 2–5        | 東幕下20枚目 4–3            | 東幕下18枚目 3–4        | 東幕下23枚目 2–5            |
| 2020年 （令和2年） | 東幕下38枚目 5–2        | 東幕下23枚目 5–2        | 感染症拡大 により中止   | 東幕下13枚目 4–3            | 西幕下8枚目 4–3         | 東幕下6枚目 5–2             |
| 2021年 （令和3年） | 西幕下筆頭 5–2          | 西十両11枚目 7–8        | 西十両11枚目 10–5       | 西十両4枚目 3–12            | 東十両13枚目 3–12       | 西幕下6枚目 4–3             |
| 2022年 （令和4年） | 東幕下3枚目 4–3         | 東十両14枚目 7–8        | 東十両14枚目 7–8        | 東幕下筆頭 4–3              | 西十両14枚目 9–6        | 西十両11枚目 7–8            |
| 2023年 （令和5年） | 東十両12枚目 7–8        | 西十両12枚目 10–5       | 東十両7枚目 6–9         | 東十両8枚目 7–8             | 東十両9枚目 6–9         | 西十両9枚目 3–12            |
| 2024年 （令和6年） | 東幕下3枚目 休場 0–0–7  | 西幕下43枚目 休場 0–0–7 | 西三段目23枚目 6–1      | 西幕下44枚目 5–2            | 西幕下27枚目 5–2        | 西幕下14枚目 4–3            |
| 2025年 （令和7年） | 西幕下9枚目 4–3         | 東幕下7枚目 3–4         | 東幕下12枚目 5–2        | 西幕下5枚目 4–3             | x                       | x                           |
| 各欄の数字は、「勝ち-負け-休場」を示す。 優勝 引退 休場 十両 幕下 三賞：敢=敢闘賞、殊=殊勲賞、技=技能賞 その他：★=金星 番付階級：幕内 - 十両 - 幕下 - 三段目 - 序二段 - 序ノ口 幕内序列：横綱 - 大関 - 関脇 - 小結 - 前頭（「#数字」は各位内の序列） |                         |                         |                         |                             |                         |                             |

## 改名歴
- 水田 健斗（みずた けんと）2014年1月場所 - 2016年5月場所
- 貴健斗 輝虎（たかけんと てるとら）2016年7月場所 - 2025年3月場所
- 貴健斗 誠虎（ - まさとら）2025年5月場所 -